# Choroba Hersa
Choroba Hersa, glikogenoza typu VI, GSD VI – rzadka choroba genetyczna, dziedziczona w sposób autosomalny recesywny spowodowana brakiem fosforylazy glikogenowej (wątrobowej). Niedobór ten prowadzi do nadmiernego odkładania glikogenu w wątrobie (przy prawidłowej strukturze narządu).
Nazwa pochodzi od nazwiska odkrywcy, belgijskiego fizjologa i biochemika Henriego-Géry’ego Hersa.

## Objawy
Choroba przebiega stosunkowo łagodnie. Może wystąpić:
- hepatomegalia;
- hipoglikemia;
- hiperlipidemia.

## Rozpoznanie
Podstawą rozpoznania choroby Hersa jest stwierdzenie niedoboru fosforylazy glikogenowej w leukocytach izolowanych z krwi obwodowej. Biopsja wątroby jest wskazana tylko w przypadkach wątpliwych diagnostycznie.

## Leczenie
Leczenie polega głównie na stosowaniu diety wysokobiałkowej. Koniecznie jest niekiedy częstsze podawanie posiłków (aby zapobiec epizodom hipoglikemii).